# Bloedbad van Paneriai
Het Bloedbad van Paneriai, ook wel bekend als het Bloedbad van Ponary, was een massamoord, gepleegd door de Duitse SD en Litouwse collaborateurs, op 100.000 personen tijdens de Tweede Wereldoorlog. De massamoord vond plaats tussen juli 1941 en augustus 1944 in Paneriai in het Reichskommissariat Ostland. Er werden ongeveer 70.000 Joden uit Polen en Litouwen en 20.000 etnische Polen vermoord, waarvan het grootste deel afkomstig was uit het nabijgelegen Vilnius, alsook 8.000 Russen, onder wie 7.500 die krijgsgevangen waren gemaakt tijdens de eerste dagen van Operatie Barbarossa.
Vilnius maakte tot 1939 deel uit van de Tweede Poolse Republiek. Van de bevolking sprak voor de oorlog 65% Pools en 28% Jiddisch. Bij de Sovjetaanval op Polen in 1939 werd Vilnius en omgeving veroverd door de Sovjet-Unie. Bij het verdrag van 10 oktober 1939 tussen de Sovjet-Unie en Litouwen kwamen Vilnius en omgeving bij Litouwen, in ruil voor de stationering van 20.000 Sovjetmilitairen in Litouwen.

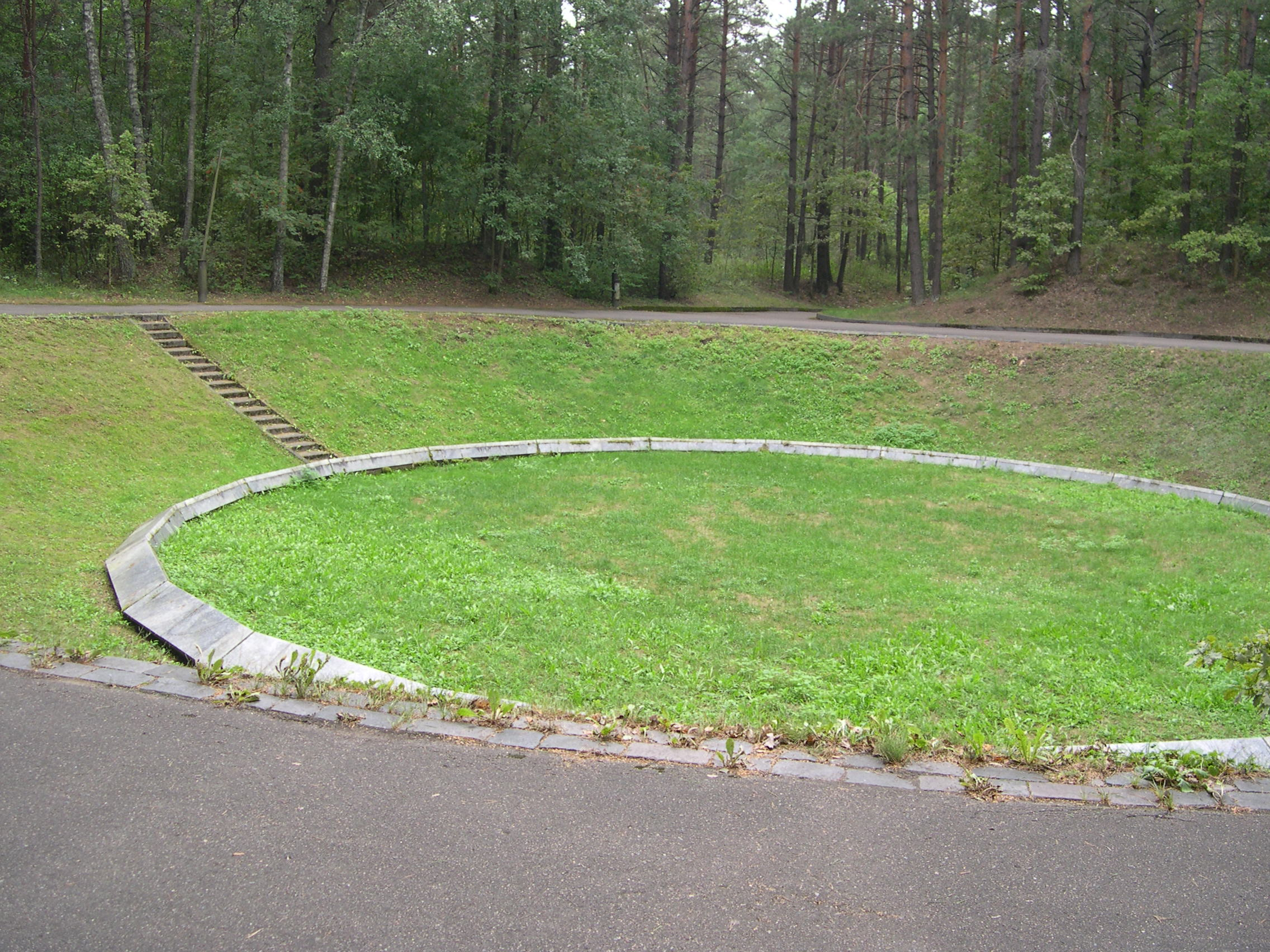
Op deze plaats vonden tussen juli 1941 en augustus 1944 veel executies plaats
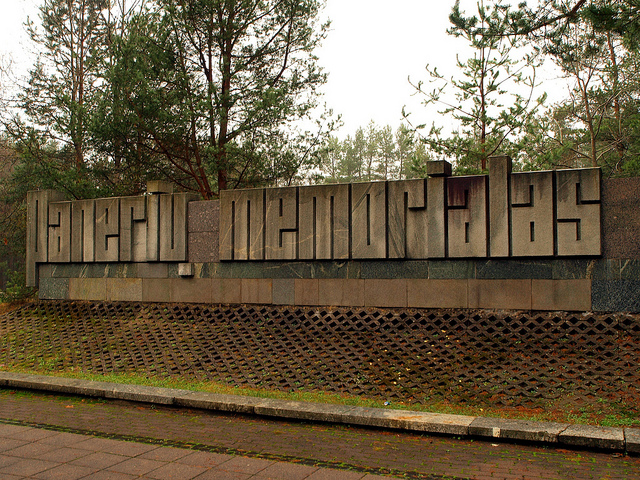
Monument bij de ingang van het vernietigingskamp Paneriai in Litouwen
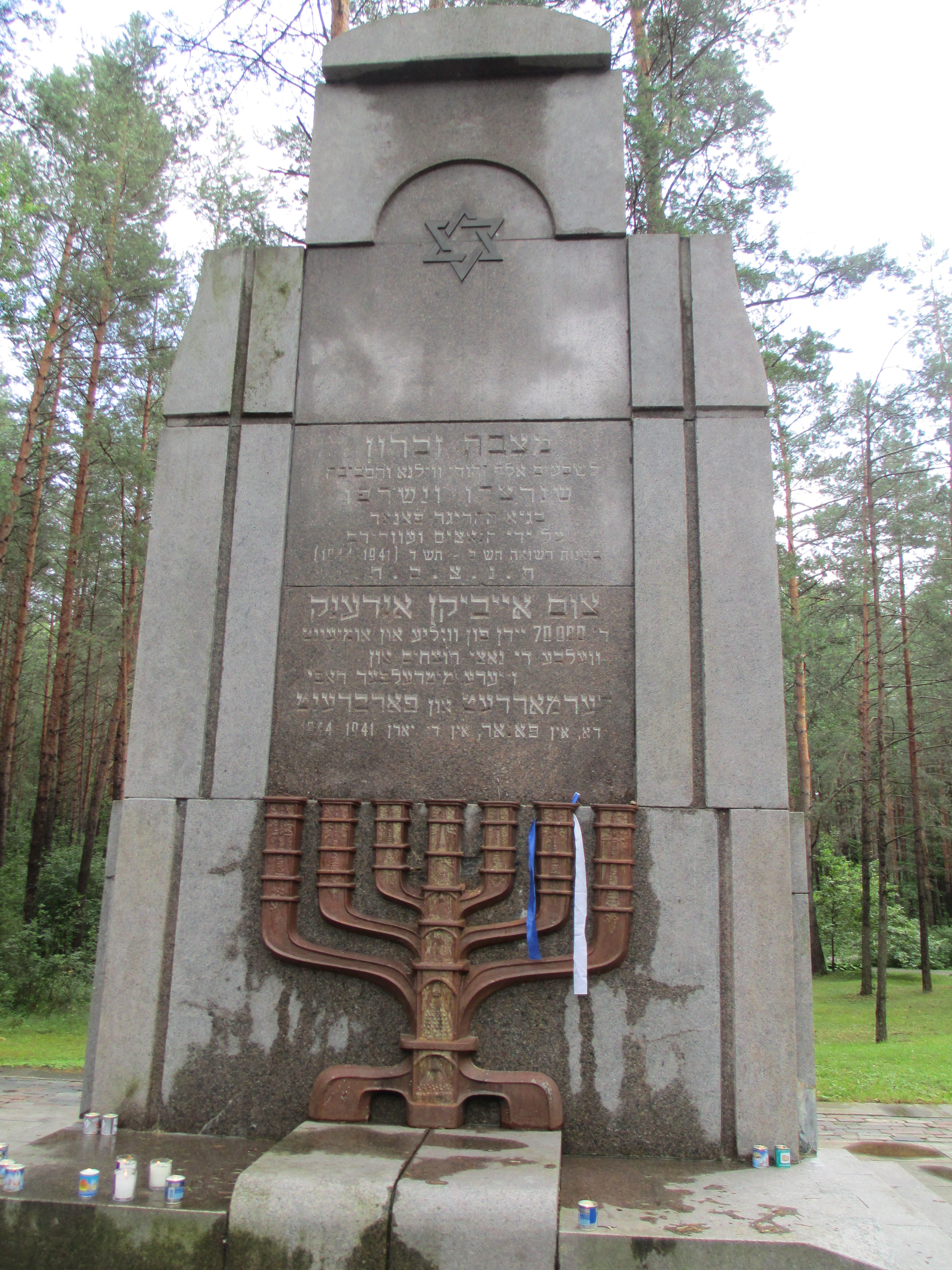
Joods Monument op de grond van het vernietigingskamp Panariaia in Litouwen